# Мачеховский сельский совет
Мачеховский сельский совет (укр. Мачухівська сільська рада) — входит в состав
Полтавского района
Полтавской области
Украины.
Административный центр сельского совета находится в 
с. Мачехи.

## Населённые пункты совета
- с. Мачехи
- с. Байрак
- с. Васьки
- с. Кованчик
- с. Куклинцы
- с. Мазуровка
- с. Николаевка
- с. Сноповое